# Wim Crusio
Wim E. Crusio (* 20. prosince 1954, Bergen op Zoom) je nizozemský biolog a editor.

## Život
Magisterský titul obdržel na univerzitě Nijmegenu v roce 1979. Dále pokračoval tamtéž v doktorském studiu biologie. Roku 1984 obhájil disertační praci Olfaction and behavioral responses to novelty in mice: A quantitative-genetic analysis. Od roku 2000 do července 2005 působil jako profesor psychiatrie na univerzitě v Massachusetts, v Oddělení pro psychiatrie. V současné době je vědeckým pracovníkem v Národním výzkumném centru v Talence.

## Výběr z bibliografie
- Crusio WE, Genthner-Grimm G, Schwegler H. A quantitative-genetic analysis of hippocampal variation in the mouse. Journal of Neurogenetics. 2007, s. 197–208. doi:10.1080/01677060701715827. PMID 18161583. Original publication: Crusio, W. E.; GENTHNER-GRIMM, G; SCHWEGLER, H. A Quantitative-Genetic Analysis of Hippocampal Variation in the Mouse. Journal of Neurogenetics. 1986, s. 203–214. doi:10.3109/01677068609106850. PMID 3746523.
- Crusio WE, Schwegler H, Lipp HP. Radial-maze performance and structural variation of the hippocampus in mice: a correlation with mossy fibre distribution. Brain Research. 1987, s. 182–185. doi:10.1016/0006-8993(87)90498-7. PMID 3427419.
- Crusio WE, Schwegler H, van Abeelen JH. Behavioral responses to novelty and structural variation of the hippocampus in mice. II. Multivariate genetic analysis. Behavioural Brain Research. 1989, s. 81–88. doi:10.1016/S0166-4328(89)80075-0. PMID 2930637.
- Crusio WE. Genetic dissection of mouse exploratory behaviour. Behavioural Brain Research. 2001, s. 127–132. doi:10.1016/S0166-4328(01)00280-7. PMID 11682103.
- Crusio WE, Goldowitz D, Holmes A, Wolfer D. Standards for the publication of mouse mutant studies. Genes, Brain and Behavior. 2009, s. 1–4. doi:10.1111/j.1601-183X.2008.00438.x. PMID 18778401.